# Naltschik
Naltschik (russisch На́льчик, kabardinisch Налшык, balkarisch Налчыкъ) ist die Hauptstadt der russischen Teilrepublik Kabardino-Balkarien im Nordkaukasus mit 245.756 Einwohnern (Stand: 1. Januar 2024).

## Geographie
Die Stadt liegt auf einer Höhe von bis zu etwa 600 m über NN im nördlichen Vorland des Kaukasus, rund 100 km nordöstlich des Berges Elbrus.

## Geschichte

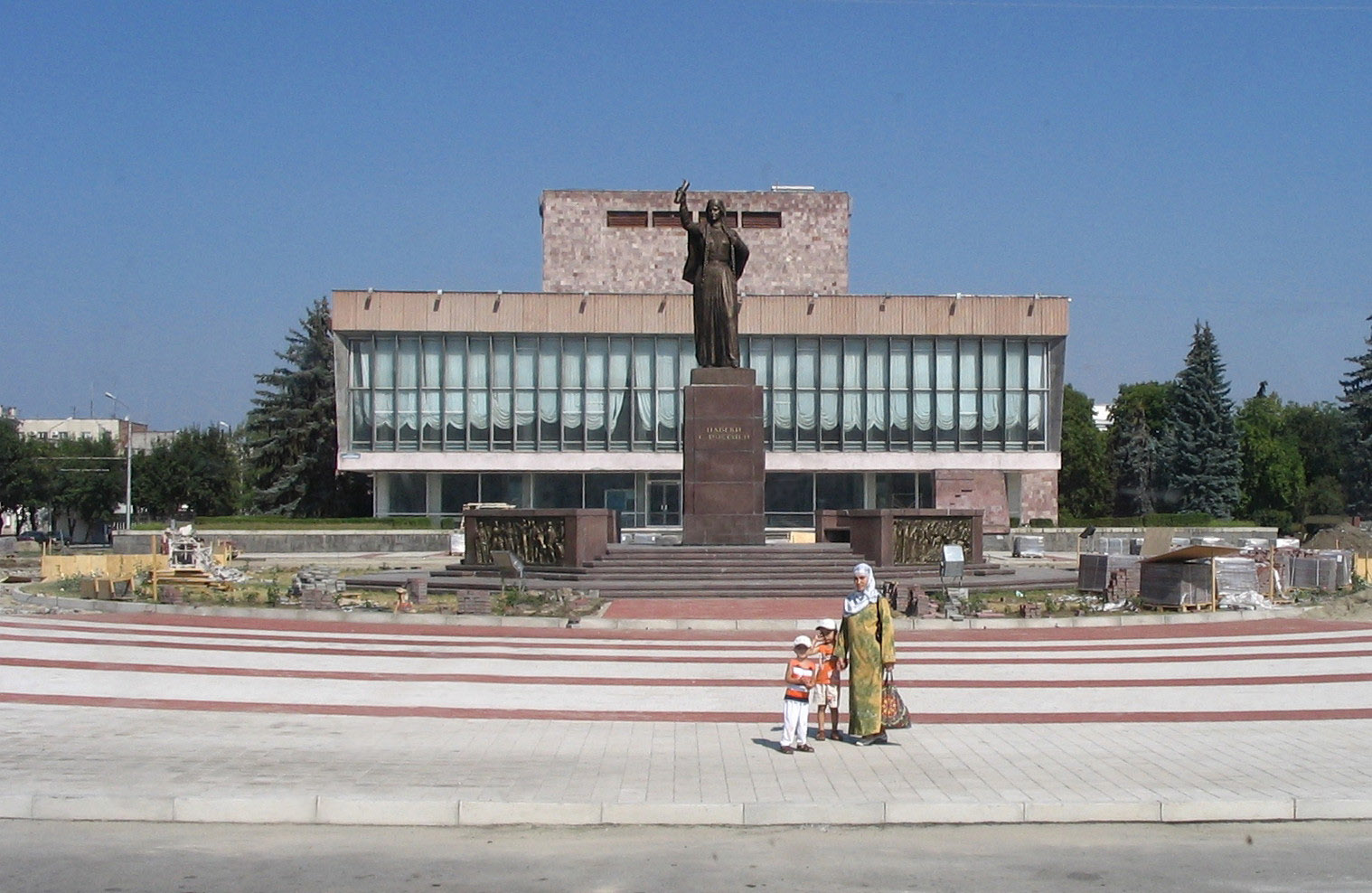
Monument Für immer mit Russland im Zentrum Naltschiks

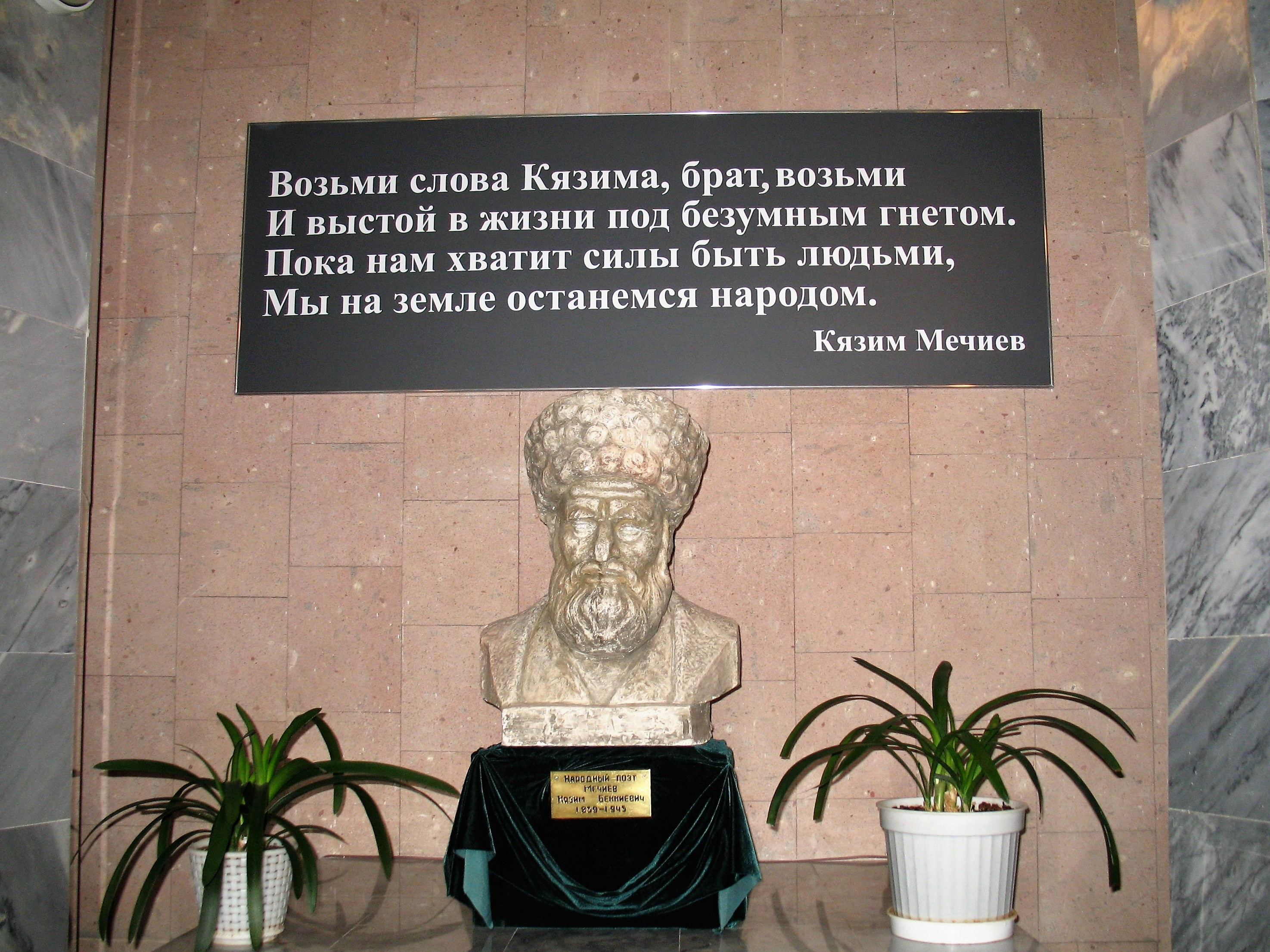
Büste des balkarischen Nationaldichters Kjasim Metschijew im Mahnmal für die Opfer der stalinistischen Deportation aller Balkaren in Naltschik

Die russische Besiedlung Naltschiks geht bis ins Jahr 1743 zurück. Naltschik ging aus einer 1817 gegründeten Festung hervor. Im Jahre 1822 wurde die Stadt gegründet. Weitere militärische Posten kamen im Jahre 1838 hinzu. Der Status einer Stadt wurde im Jahre 1921 gewährt, als es am 1. September zum administrativen Zentrum der Kabardinischen Autonomen Oblast wurde (bereits am 16. Januar 1922 erweitert zur Kabardino-Balkarischen Autonomen Oblast, am 5. Dezember 1936 umgebildet in die Kabardino-Balkarische Autonome Sozialistische Sowjetrepublik).
Während des Zweiten Weltkriegs wurde die Stadt vom 28. Oktober 1942 bis zum 3. Januar 1943 von deutschen und rumänischen Truppen besetzt und stark beschädigt. Bei deren Rückzug kam es unter Leitung oder Beteiligung von Eduard Jedamzik zur Ermordung von Gefangenen (mindestens 40 Männer, Frauen und Kinder).
In Naltschik bestand das Kriegsgefangenenlager 424 für deutsche Kriegsgefangene des Zweiten Weltkriegs. Das Lager wurde nach Melitopol verlegt.
Die Stadt wurde nach dem Fluss Naltschik benannt, an dem sie liegt. Das Wort Naltschik bedeutet kleines Hufeisen in der Sprachen der Balkaren.
Heute ist die Stadt Verwaltungs- und Industriestadt. Auch der Tourismus, insbesondere als Verbindung zu Europas höchstem Berg – je nach Grenzziehung – dem Elbrus, hat Bedeutung. Obwohl Naltschik nicht zu den nordkaukasischen Mineralwasser-Kurorten gehört, befindet sich im Ort doch ein großes balneologisches Zentrum mit dem Schwerpunkt Peloidtherapie.

### Überfall von Rebellen im Oktober 2005
Am 13. Oktober 2005 überfielen über 200 tschetschenische Rebellen mehrere Polizeireviere, ein Gefängnis, das örtliche Hauptquartier des Inlandsgeheimdienstes FSB und den Flughafen. In russischen Medienberichten wurde von Schüssen, Granatexplosionen und Opfern unter der Zivilbevölkerung gesprochen. Eventuell wurde auch ein Kindergarten oder eine Schule überfallen. Es wurden 63 Todesopfer gemeldet, nach inoffiziellen Angaben gab es jedoch mindestens 124 Opfer. Die Verantwortung für den Überfall übernahm Schamil Bassajew. 

### Bevölkerungsentwicklung
| Jahr | Einwohner |
| ---- | --------- |
| 1897 | 4.809     |
| 1926 | 12.893    |
| 1939 | 47.970    |
| 1959 | 87.617    |
| 1970 | 145.690   |
| 1979 | 207.406   |
| 1989 | 234.547   |
| 2002 | 274.974   |
| 2010 | 240.203   |

Anmerkung: Volkszählungsdaten

## Verkehr
Naltschik verfügt über einen nationalen Flughafen, der aber von keiner westeuropäischen Fluglinie angeflogen wird. Gut zu erreichen ist Naltschik auch über den Flughafen von Mineralnyje Wody. Dieser wird von Moskau durch Aeroflot und Rossija, von Sankt Petersburg (Flughafen Pulkowo) durch Pulkovo Airlines und ehemals von München durch KMV angeflogen.
Über die Fernstraße R217 Kawkas ist die Stadt an das russische Fernstraßennetz angebunden; eine Bahnlinie führt nach Maiski (Station Kotljarewskaja), wo Anschluss an die Strecken von Rostow am Don nach Wladikawkas besteht.
Der innerstädtische öffentliche Nahverkehr wird von Linienbussen, Marschrutkas sowie einem Netz von Trolleybuslinien bewältigt.

## Sport
Im Fußball wird die Stadt durch den Verein FK Spartak Naltschik vertreten, der von 2006 bis 2011 am Spielbetrieb der höchsten russischen Liga, Premjer-Liga, teilgenommen hatte.
Im September 2012 fanden die dritten Kaukasus-Spiele, ein Sport- und Kulturfestival, mit rund 1500 teilnehmenden Sportlern aus den kaukasischen Republiken in Naltschik statt.

## Söhne und Töchter der Stadt

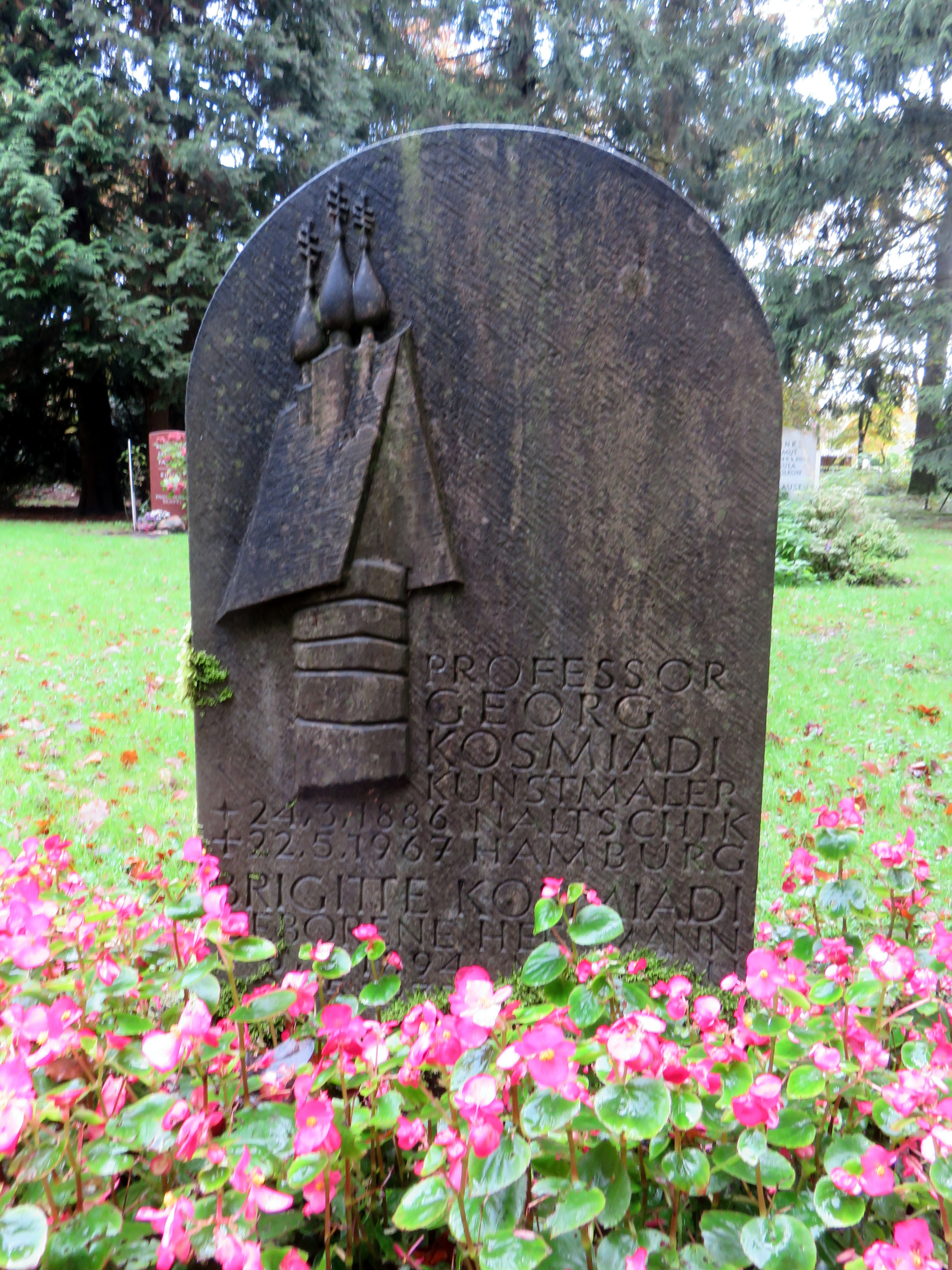
Grab Kosmiadi, Hamburg

- Georg Kosmiadi (1886–1967), Kunstmaler[6]
- Ljalja Tschornaja (1909–1982), Schauspielerin, Sängerin, Tänzerin und Romni
- Juri Temirkanow (1938–2023), Dirigent
- Wiktor Belenko (1947–2023), US-amerikanischer Flugzeugingenieur und sowjetischer Pilot
- Anas Pschichatschew (1967–2010), muslimischer Geistlicher
- Dmitry Badiarov (* 1969), Geiger und Geigenbauer
- Michail Fomin (* 1969), klassischer Pianist
- Murat Kardanow (* 1971), Ringer und Olympiasieger 2000
- Heinrich Trumheller (* 1972), deutscher Radrennfahrer
- Katja Lel (* 1974), Pop-Sängerin
- Chassanbi Taow (* 1977), Judoka
- Alim Gadanow (* 1983), Judoka
- Biljal Machow (* 1987), Ringer
- Chysyr Appajew (* 1990), Fußballspieler
- Kantemir Balagow (* 1991), Filmregisseur und Drehbuchautor
- Alichan Schawajew (* 1993), Fußballspieler
- Ruslan Apekow (* 2000), Fußballspieler
- Marat Apschazew (* 2001), Fußballspieler

## Weiterführende Bildungseinrichtungen
- Staatliche Universität Kabardino-Balkariens
- Filiale der Staatlichen Ökonomischen Akademie Rostow am Don
- Filiale der Staatlichen Universität für Nachrichtentechnik Taganrog
- Filiale Naltschik der Hochschule des Innenministeriums Russlands in Rostow am Don
- Staatliche Landwirtschaftliche Akademie Kabardino-Balkariens
- Staatliches Kunstinstitut des Nordkaukasus

## Partnerstädte
Naltschik listet folgende Partnerstädte auf:
- Kayseri (Türkei)

## Klimatabelle
|                       | Jan  | Feb  | Mär  | Apr  | Mai  | Jun  | Jul  | Aug  | Sep  | Okt  | Nov | Dez  |   |      |
| Mittl. Tagesmax. (°C) | 0,2  | 1,0  | 6,6  | 16,0 | 20,9 | 24,7 | 27,1 | 26,3 | 21,9 | 14,5 | 8,3 | 3,1  | ⌀ | 14,3 |
| Mittl. Tagesmin. (°C) | −7,1 | −6,0 | −1,3 | 5,4  | 10,6 | 14,1 | 16,7 | 15,8 | 11,7 | 5,4  | 1,0 | −3,7 | ⌀ | 5,3  |
|                       |      |      |      |      |      |      |      |      |      |      |     |      |   |      |
| Niederschlag (mm)     | 22   | 23   | 38   | 63   | 99   | 100  | 72   | 61   | 55   | 43   | 29  | 26   | Σ | 631  |
|                       |      |      |      |      |      |      |      |      |      |      |     |      |   |      |
| Regentage (d)         | 6    | 6    | 8    | 9    | 11   | 11   | 9    | 7    | 7    | 7    | 7   | 7    | Σ | 95   |

| −7,1 |

| −6,0 |

| −1,3 |

| 5,4 |

| 10,6 |

| 14,1 |

| 16,7 |

| 15,8 |

| 11,7 |

| 5,4 |

| 1,0 |

| −3,7 |

| −7,1 |

| −6,0 |

| −1,3 |

| 5,4 |

| 10,6 |

| 14,1 |

| 16,7 |

| 15,8 |

| 11,7 |

| 5,4 |

| 1,0 |

| −3,7 |